# Asadipus phaleratus
Asadipus phaleratus es una especie de araña araneomorfa del género Asadipus,  familia Lamponidae. Fue descrita científicamente por Simon en 1909.
Se distribuye por Australia. La especie se mantiene activa entre mayo y septiembre. Mide aproximadamente 7 milímetros de longitud.